# Nowy porządek świata
Nowy porządek świata (łac. Novus Ordo Mundi, ang. New World Order, skrótowo: NPŚ, ang. NWO) – teoria spiskowa wykorzystywana do opisu rzekomych przyczyn istotnych zmian w polityce międzynarodowej, według której „zakonspirowana elita globalnej władzy” dąży do objęcia władzy nad światem poprzez autorytarny rząd światowy, który ma zastąpić suwerenne państwa.
Teoria ta wykorzystuje jako pretekst:
- program pokojowy prezydenta USA Thomasa Woodrowa Wilsona, znany jako Czternaście punktów Wilsona, ogłoszony w 1918 roku;
- utworzenie Ligi Narodów i Organizacji Narodów Zjednoczonych;
- zmianę układu sił politycznych na świecie (który ukształtował się jeszcze w latach 50. XX wieku), w wyniku rozpadu ZSRR i bloku wschodniego;
- wybuch pandemii choroby COVID-19 w 2020 roku oraz inwazja Rosji na Ukrainę rozpoczęta 24 lutego 2022 roku[4].

Jednym z pretekstów stosowania tej teorii spiskowej po zakończeniu zimnej wojny było również określenie „nowy porządek świata” użyte przez Michaiła Gorbaczowa i George’a H.W. Busha oraz członków Klubu Bilderberg, Komisji Trójstronnej i Rady Stosunków Zagranicznych rządu USA, dla określenia zmian jakie nastąpiły wtedy na świecie.

## Przykłady tez teorii spiskowych dotyczących NWO

Rewers Wielkiej Pieczęci Stanów Zjednoczonych. Rzymska liczba MDCCLXXVI (1776 – data Deklaracji Niepodległości Stanów Zjednoczonych) według zwolenników teorii spiskowych „nawiązuje do utworzenia w tym samym roku przez Adama Weishaupta zakonu Iluminatów”. Łacińska fraza novus ordo seclorum oznaczająca „nowy porządek wieków” widnieje na Wielkiej Pieczęci od 1782 roku i na tyle banknotu jednodolarowego od 1935 roku i nawiązuje do „początku nowej amerykańskiej ery” po ogłoszeniu Deklaracji Niepodległości. Przez zwolenników teorii spiskowych fraza ta jest mylnie tłumaczona jako „nowy porządek świata”.

Niektórzy twierdzą, że świat jest zakulisowo sterowany przez grupę bądź grupy ludzi dążących do wprowadzenia „Nowego Porządku Świata”, który ma się rzekomo cechować utworzeniem jednej zależnej religii (projekt HAARP i Blue Beam), praniem mózgu (projekt Monarch (następca MKULTRA)), wszczepianiem innym ludziom chipów pod skórę, powszechnej inwigilacji za pomocą monitoringu i projektu Echelon oraz bezgotówkowym obrotem towarami. Tematyka New World Order została podjęta w filmach Duch epoki, Thrive, Endgame: Blueprint for Global Enslavement, Historyczny wywiad z Aaronem Russo Alexa Jonesa, Ameryka: Od wolności do faszyzmu Aarona Russo, a także w książkach The New World Order Pata Robertsona oraz Ręce precz od tej książki Jana van Helsinga.